# Епархия Тутикорина
Епархия Тутикорина (лат. Dioecesis Tuticorensis ) — епархия Римско-Католической церкви c центром в городе Тутикорин, Индия. Епархия Тутикорина входит в митрополию Мадурая. Кафедральным собором епархии Тутикорина является церковь Святейшего Сердца Иисуса.

## История
12 июня 1923 года Римский папа Пий XI выпустил бреве Cum religio catholica, которой учредил епархию Тутикорина, выделив её из епархии Тричинополи (сегодня — Епархия Тируччираппалли). В этот же день епархия Тутикорина вошла в митрополию Бомбея.
19 сентября 1953 года епархия Тутикорина вошла в митрополию Мадурая.

## Ординарии епархии
- епископ Francesco Tiburzio Roche (12.06.1923 — 26.06.1953);
- епископ Thomas Fernando (26.06.1953 — 23.11.1970) — назначен епископом Тируччираппалли;
- епископ Ambrose Mathalaimuthu (30.08.1971 — 6.12.1979) — назначен епископом Коимбатура;
- епископ Siluvaimathu Teresanathan Amalnather (29.11.1980 — 8.12.1999);
- епископ Peter Fernando (8.12.1999 — 22.03.2003) — назначен архиепископом Мадурая;
- епископ Yvon Ambrose (1.04.2005 — по настоящее время).

## Источник
- Annuario Pontificio, Ватикан, 2007
- Бреве Cum religio catholica, AAS 19 (1927), стр. 397  (лат.)